# 1. Bundesliga 2006-2007 (femminile, Germania)
La 1. Bundesliga 2006-2007 si è svolta dal 22 settembre 2006 al 12 maggio 2007: al torneo hanno partecipato 11 squadre di club tedesche e la vittoria finale è andata per la seconda volta al Dresdner Sportclub 1898.

## Regolamento
Il campionato si è svolto in una prima fase dove le undici squadre partecipanti (l'Olympia Berlino ha sostituito l'USC Braunschweig) si sono sfidate in un girone all'italiana con gare di andate e ritorno: al termine della regular season le prime sei classificate hanno acceduto ai play-off scudetto, dove la prima classificata del girone si è laureata Campione di Germania, mentre le ultime quattro classificate hanno acceduto ai play-out, dove l'ultima classificata del girone è retrocessa in 2. Bundesliga; in entrambi i casi, le squadre hanno conservato i risultati della prima fase. L'Olympia Berlino, pur partecipando al campionato, non ha goduto di alcun diritto nella classifica finale.

## Squadre partecipanti
| - Fischbek - WiWa Amburgo - Köpenicker - Olympia Berlino - Dresdner - Bayer Leverkusen | - Münster - Schweriner - Suhl - Vilsbiburg - Wiesbaden |

## Campionato

### Regular season

#### Tabellone
|            | Dresda | T. Amburgo | W. Amburgo | K. Berlino | Leverkusen | Münster | Schwerin | Suhl | O. Berlino | Vilsbiburg | Wiesbaden |
| ---------- | ------ | ---------- | ---------- | ---------- | ---------- | ------- | -------- | ---- | ---------- | ---------- | --------- |
| Dresda     | XXX    | 3-1        | 3-1        | 3-1        | 3-0        | 3-1     | 2-3      | 3-2  | 3-0        | 3-1        | 3-0       |
| T. Amburgo | 0-3    | XXX        | 3-0        | 3-0        | 3-0        | 3-1     | 1-3      | 3-2  | 3-1        | 3-1        | 3-2       |
| W. Amburgo | 1-3    | 0-3        | XXX        | 2-3        | 0-3        | 0-3     | 0-3      | 0-3  | 1-3        | 1-3        | 0-3       |
| K. Berlino | 0-3    | 1-3        | 3-0        | XXX        | 3-1        | 3-0     | 0-3      | 1-3  | 3-2        | 2-3        | 3-0       |
| Leverkusen | 2-3    | 3-1        | 3-0        | 2-3        | XXX        | 2-3     | 2-3      | 0-3  | 3-1        | 2-3        | 3-0       |
| Münster    | 2-3    | 0-3        | 3-0        | 3-1        | 2-3        | XXX     | 0-3      | 3-0  | 3-2        | 3-1        | 0-3       |
| Schwerin   | 2-3    | 1-3        | 3-0        | 3-0        | 3-0        | 3-1     | XXX      | 3-0  | 3-0        | 3-1        | 0-3       |
| Suhl       | 1-3    | 3-2        | 3-0        | 3-2        | 3-1        | 1-3     | 3-1      | XXX  | 3-1        | 3-1        | 1-3       |
| O. Berlino | 1-3    | 0-3        | 2-3        | 1-3        | 0-3        | 1-3     | 0-3      | 1-3  | XXX        | 1-3        | 1-3       |
| Vilsbiburg | 3-1    | 2-3        | 3-0        | 3-0        | 3-2        | 2-3     | 1-3      | 3-0  | 3-2        | XXX        | 3-2       |
| Wiesbaden  | 3-1    | 2-3        | 3-0        | 3-0        | 3-0        | 3-1     | 1-3      | 3-0  | 3-0        | 3-0        | XXX       |

#### Classifica
| Pos. | Squadra          | Pt    | G  | V  | P  | SV | SP | Ratio | PF   | PS   | Ratio |
| ---- | ---------------- | ----- | -- | -- | -- | -- | -- | ----- | ---- | ---- | ----- |
| 1.   | Dresdner         | 34:6  | 20 | 17 | 3  | 55 | 25 | 2.200 | 1869 | 1609 | 1.161 |
| 2.   | Schweriner       | 30:10 | 20 | 15 | 5  | 51 | 24 | 2.215 | 1758 | 1540 | 1.141 |
| 3.   | Wiesbaden        | 28:12 | 20 | 14 | 6  | 48 | 22 | 2.181 | 1628 | 1454 | 1.119 |
| 4.   | Fischbek         | 28:12 | 20 | 14 | 6  | 47 | 29 | 1.620 | 1748 | 1643 | 1.063 |
| 5.   | Suhl             | 24:16 | 20 | 12 | 8  | 43 | 34 | 1.264 | 1796 | 1695 | 1.059 |
| 6.   | Vilsbiburg       | 22:18 | 20 | 11 | 9  | 43 | 40 | 1.075 | 1790 | 1725 | 1.037 |
| 7.   | Münster          | 20:20 | 20 | 10 | 10 | 38 | 40 | 0.950 | 1692 | 1709 | 0.990 |
| 8.   | Köpenicker       | 16:24 | 20 | 8  | 12 | 32 | 44 | 0.727 | 1616 | 1658 | 0.974 |
| 9.   | Bayer Leverkusen | 14:26 | 20 | 7  | 13 | 35 | 43 | 0.813 | 1647 | 1702 | 0.967 |
| 10.  | Olympia Berlino  | 2:38  | 20 | 1  | 19 | 18 | 59 | 0.305 | 1420 | 1754 | 0.809 |
| 11.  | WiWa Amburgo     | 2:38  | 20 | 1  | 19 | 8  | 59 | 0.135 | 1152 | 1627 | 0.708 |

| Ammesse ai play-off promozione | Ammesse ai play-out |

### Play-off

#### Tabellone
|            | Dresda | T. Amburgo | Schwerin | Suhl | Vilsbiburg | Wiesbaden |
| ---------- | ------ | ---------- | -------- | ---- | ---------- | --------- |
| Dresda     | XXX    | 3-0        | 3-0      | 3-0  | 3-0        | 3-0       |
| T. Amburgo | 0-3    | XXX        | 1-3      | 3-1  | 2-3        | 1-3       |
| Schwerin   | 1-3    | 3-1        | XXX      | 3-1  | 3-0        | 3-0       |
| Suhl       | 3-2    | 3-1        | 1-3      | XXX  | 3-1        | 3-2       |
| Vilsbiburg | 0-3    | 3-0        | 0-3      | 1-3  | XXX        | 3-2       |
| Wiesbaden  | 2-3    | 3-1        | 1-3      | 2-3  | 3-1        | XXX       |

#### Classifica
| Pos. | Squadra    | Pt    | G  | V  | P  | SV | SP | Ratio | PF   | PS   | Ratio |
| ---- | ---------- | ----- | -- | -- | -- | -- | -- | ----- | ---- | ---- | ----- |
| 1.   | Dresdner   | 52:8  | 30 | 26 | 4  | 84 | 31 | 2.709 | 2700 | 2310 | 1.168 |
| 2.   | Schweriner | 46:14 | 30 | 23 | 7  | 76 | 35 | 2.171 | 2624 | 2285 | 1.148 |
| 3.   | Suhl       | 36:24 | 30 | 18 | 12 | 64 | 55 | 1.163 | 2725 | 2621 | 1.039 |
| 4.   | Wiesbaden  | 34:26 | 30 | 17 | 13 | 66 | 46 | 1.434 | 2516 | 2399 | 1.048 |
| 5.   | Fischbek   | 30:30 | 30 | 15 | 15 | 57 | 57 | 1.000 | 2544 | 2547 | 0.998 |
| 6.   | Vilsbiburg | 28:32 | 30 | 14 | 16 | 55 | 65 | 0.846 | 2561 | 2585 | 0.990 |

| Campione di Germania |

### Play-out

#### Tabellone
|            | V. Amburgo | K. Berlino | Leverkusen | Münster |
| ---------- | ---------- | ---------- | ---------- | ------- |
| V. Amburgo | XXX        | 0-3        | 0-3        | 0-3     |
| K. Berlino | 3-0        | XXX        | 3-1        | 0-3     |
| Leverkusen | 3-0        | 2-3        | XXX        | 3-2     |
| Münster    | 3-0        | 3-1        | 0-3        | XXX     |

#### Classifica
| Pos. | Squadra          | Pt     | G  | V  | P  | SV | SP | Ratio | PF   | PS   | Ratio |
| ---- | ---------------- | ------ | -- | -- | -- | -- | -- | ----- | ---- | ---- | ----- |
| 7.   | Münster          | 28:24  | 26 | 14 | 12 | 52 | 47 | 1.106 | 2193 | 2150 | 1.020 |
| 8.   | Köpenicker       | 24:28' | 26 | 12 | 14 | 45 | 53 | 0.849 | 2113 | 2135 | 0.989 |
| 9.   | Bayer Leverkusen | 22:30  | 26 | 11 | 15 | 50 | 51 | 0.980 | 2170 | 2196 | 0.988 |
| 10.  | WiWa Amburgo     | 2:50   | 26 | 1  | 25 | 8  | 77 | 0.103 | 1495 | 2079 | 0.719 |

| Retrocessa in 2. Bundesliga |

## Verdetti
- Dresdner Campione di Germania 2006-07 e qualificata alla Challenge Cup 2007-08.
- WiWa Amburgo retrocessa in 2. Bundesliga 2007-08.